# Aderganna aethiopica
Aderganna aethiopica är en insektsart som beskrevs av Knight och Webb 1993. Aderganna aethiopica ingår i släktet Aderganna och familjen dvärgstritar. Inga underarter finns listade i Catalogue of Life.